# 琉球バス交通宜野湾出張所
琉球バス交通宜野湾出張所（りゅうきゅうバスこうつうぎのわんしゅっちょうじょ）は、沖縄県宜野湾市真志喜にある琉球バス交通の出張所。
管轄路線は、当出張所を発着地とする3路線と当出張所より回送運行される2路線の計5路線。

## 概要
- 宜野湾市普天間にあった普天間駐車場が移転し、営業所としての機能を備えて開設された。
- 前述の出張所より回送運行される3路線のうち、琉球大学発着の98番（琉大（バイパス）線）の車両は、かつて那覇営業所のみの管轄であったが、当出張所も管轄するようになった。これにより、当出張所から琉大に回送で車両を送り込むことになり、琉大北口からの那覇向け始発便が繰り上げられたほか、上り下りとも最終便が遅い時間まで設定され、利便性が向上した。

かつては那覇からの車両による折り返し運用だったため、琉大北口始発は7時、また琉大北口発の最終が21時30分頃というダイヤから、必然的に那覇発の最終が20時50分頃になってしまうために不便なところもあったが、現在では上り下りとも6時台 - 22時台までと運行時間が拡大した。
- 同様に回送運行される、56番（浦添線）も当出張所の管轄となった。早朝の西原4丁目・真栄原、および深夜の浦西原4丁目・真栄原着両は回送で当出張所との間を行き来する。また、午前と午後の交代時間にも回送で同出張所と行き来する。
- 「出張所」と呼ばれているが、他会社の「営業所」と呼ばれている施設とは設備的にほとんど代わりはない。なお、琉球バス交通で「営業所」と呼ばれているものは、本社のある豊崎営業所とうるま市にある具志川営業所のみである。

## 経緯
- 1990年代前半、宜野湾市普天間にあった琉球バス普天間駐車場から現在地に移転、琉球バス宜野湾出張所に名称変更。

当時の管轄路線は75番（宜野湾市内線）だけだった。
- その後、当時浦添市牧港折り返しだった55番（牧港線）が当出張所まで路線延長される。
- 1996年4月1日に75番（宜野湾市内線）廃止。その後88番（宜野湾線）開設。
- 2000年9月1日に99番（天久新都心線）運行開始。
- 2003年8月10日に沖縄都市モノレール線開業に伴い、288番（宜野湾おもろまち線）運行開始。また、99番（天久新都心線）も当出張所まで延長される。
- 2006年9月1日、琉球バスから琉球バス交通への経営譲渡に伴い、琉球バス交通宜野湾出張所となる。
- 2009年1月18日に288番（宜野湾おもろまち線）、298番（琉大おもろまち線）が廃止
- 2011年3月28日に26番（宜野湾空港線）運行開始。

## 周辺
教育施設
- 沖縄県立宜野湾高等学校

公共施設
- 沖縄コンベンションセンター
- 宜野湾海浜公園
- 宜野湾市立野球場
- 宜野湾市立体育館

宿泊施設
- ラグナガーデンホテル

## 発着路線
| 番号 | 路線         | 主な経由地（括弧内は一部の便のみが経由）                                                 | 行先（括弧内は一部の便のみ）       |
| ---- | ------------ | ---------------------------------------------------------------------------------------- | ---------------------------------- |
| 26   | 宜野湾空港線 | コンベンションセンター・サンエーパルコシティ（兼久原）・安謝・久茂地・旭橋               | 那覇空港                           |
| 99   | 天久新都心線 | コンベンションセンター・真志喜・小湾・安謝・新都心・久茂地・旭橋                         | 那覇空港                           |
| 55   | 牧港線       | コンベンションセンター・兼久原・安波茶・内間・開南・旭橋・小禄・宜保・我那覇             | 豊崎美らSUNビーチ前 （道の駅豊崎） |
| 88   | 宜野湾線     | コンベンションセンター・伊佐川・普天間・真栄原・バイパス・牧志・旭橋・小禄・宜保・我那覇 | 豊崎美らSUNビーチ前 （道の駅豊崎） |

## 管轄路線

### 現行路線
- 26番・宜野湾空港線
- 55番・牧港線
- 56番・浦添線
- 98番・琉大（バイパス）線
- 99番・天久新都心線
- 256番・浦添てだこ線

### 廃止された路線
- 75番・宜野湾市内線
- 288番・宜野湾おもろまち線
- 298番・琉大おもろまち線

## 隣のバス停
26番・55番・99番
宜野湾出張所－宜野湾市営球場前
88番
宜野湾出張所－宜野湾高校前